# Rhun ap Maelgwn
Rhun ap Maelgwn Rugenus in latino e Run in inglese, conosciuto anche come Rhun Hir, cioè Rhun l'Alto (520 circa – 586 circa) è stato un sovrano del regno di Gwynedd dal 549 al 580.
Subito dopo la morte del padre, Rhun si trovò presto invischiato in una disputa dinastica con Elidyr Llydanwyn, re del Rheged. Elidyr aveva infatti sposato la sorella di Rhun e per questo credeva di essere l'erede al trono del Gwynedd, di cui tentò l'invasione. Ma trovò la morte in questa impresa. I suoi cugini, Rhydderch Hen di Strathclyde e Clydno Eiten del Lothian, rimasero acerrimi rivali di Rhun e del suo fratellastro, Bridei, leader dei Pitti. Rhydderch e Clydno, aiutati dal fratello di Elidyr, Cinmarc, saccheggiarono la città di Arfon (oggi Caernarfon), nell'Anglesey. Raccolta un'armata, Rhun si vendicò, marciando attraverso il Rheged e, lungo il Pennines, fino a York, acquisendo il controllo su un territorio molto ampio, troppo ampio, però, per essere amministrato con le risorse di cui disponeva. Per questa ragione ritornò nel Gwynedd (attorno alla metà degli anni Sessanta del VI secolo). Nella restante parte del suo regno non si verificarono eventi di grande rilievo.